# 大牟田インターチェンジ

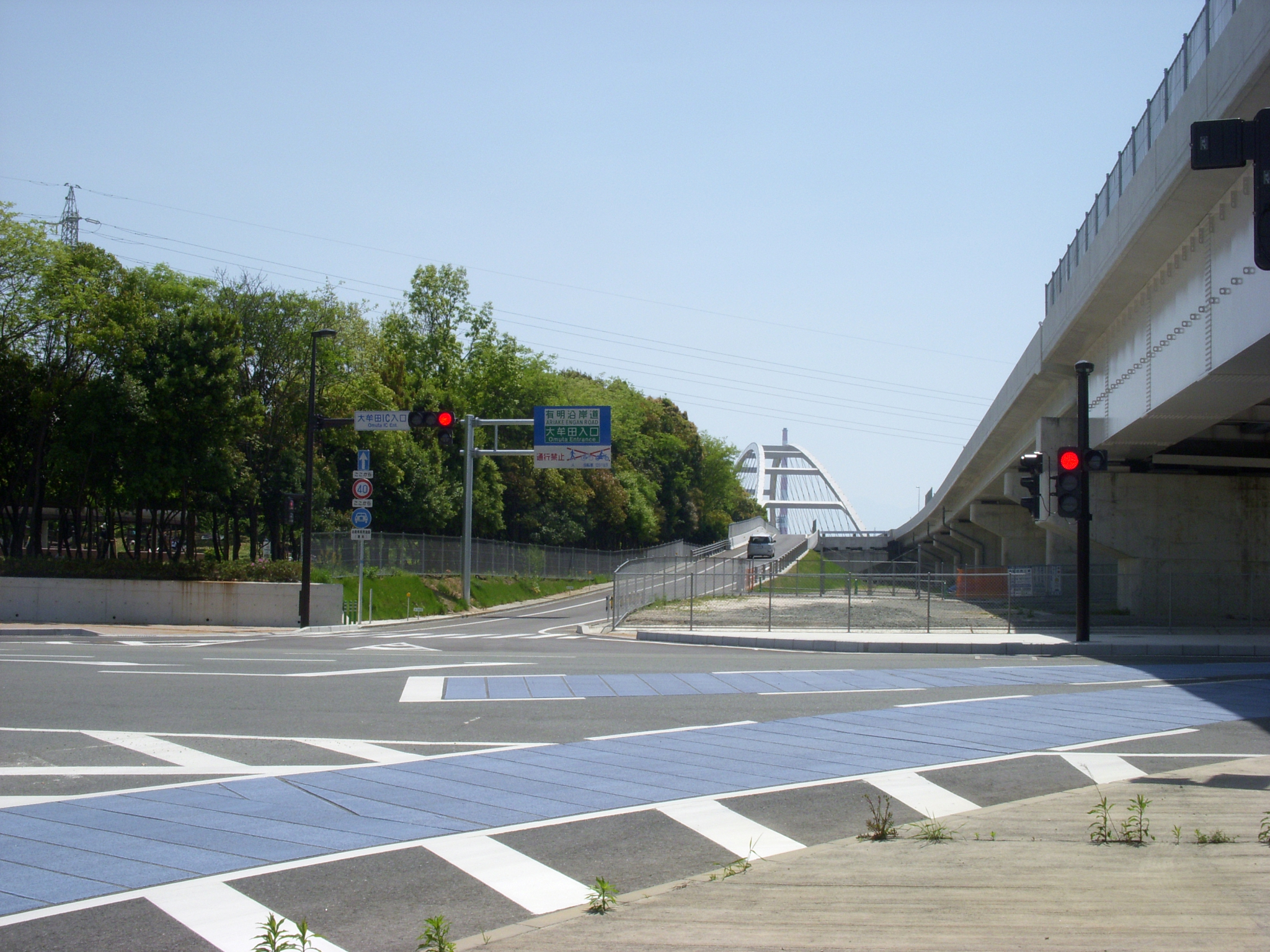
三池港方向入口

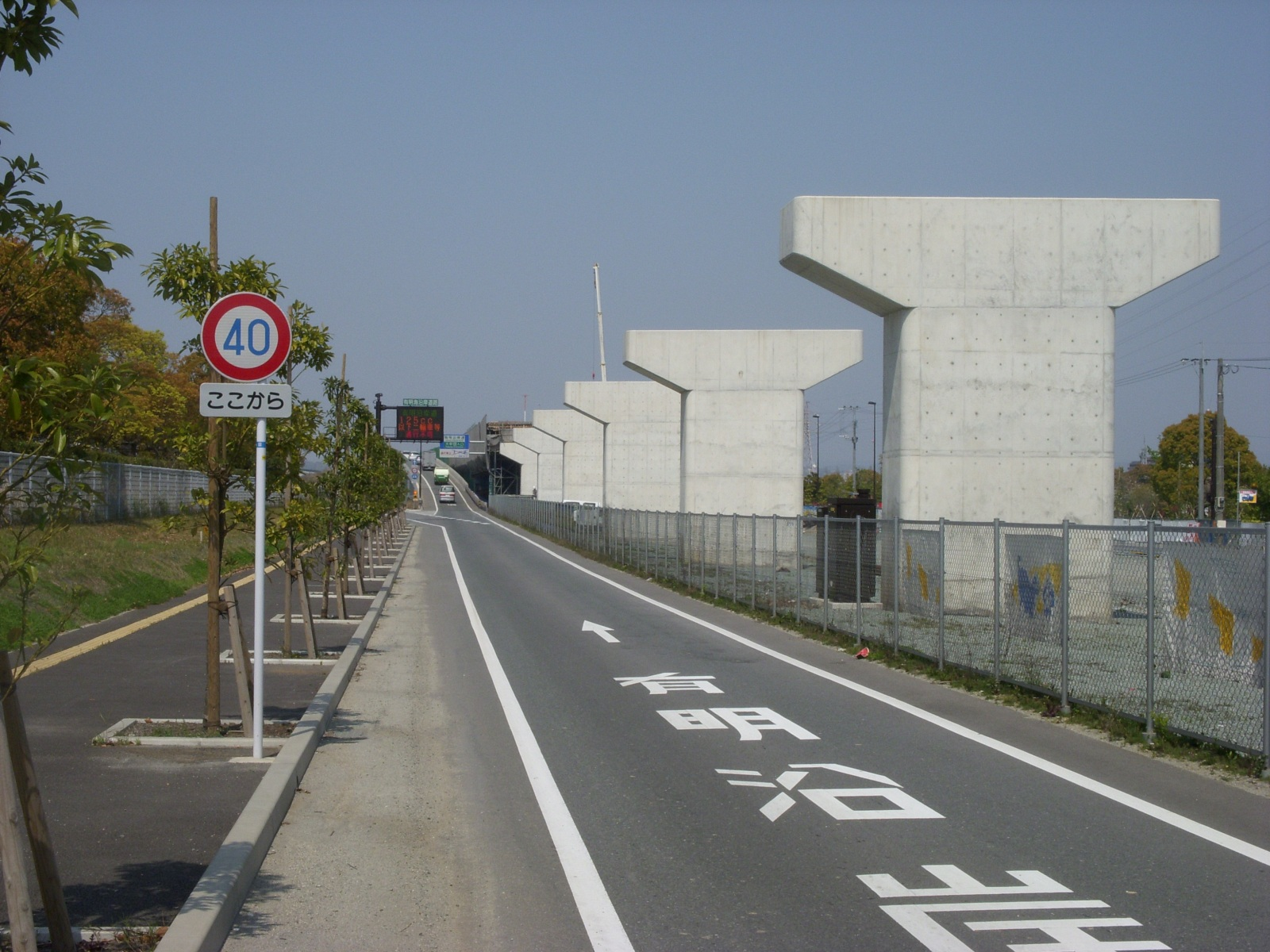
三池港IC延伸前の柳川方向入口

大牟田インターチェンジ（おおむたインターチェンジ）は、福岡県大牟田市にある有明海沿岸道路（大牟田高田道路）のインターチェンジである。

## 概要
大牟田市役所や大牟田駅など、大牟田市の中心部に最も近いインターチェンジである。

## 歴史
- 2008年3月29日 : 大牟田IC-高田IC間開通に伴い供用開始
- 2012年1月29日 : 三池港IC-大牟田IC間開通

## 接続する道路
直接接続するのは市道のみ。ここではその市道を介して間接接続している道路を挙げる。
- 国道389号
- 国道208号

## 周辺
- 諏訪公園
- 大牟田市緑地運動公園
- ハローワーク大牟田
- 日本年金機構大牟田年金事務所（旧・福岡社会保険事務局大牟田事務所）
- 福岡県大牟田総合庁舎
- イオンモール大牟田

## 隣
有明海沿岸道路（大牟田高田道路）
三池港IC - 大牟田IC - 健老IC